# The John Butler Trio
The John Butler Trio är ett australiskt band lett av gitarristen och sångaren John Butler. Två av bandets album, Three (2001) och Living 2001-2002 (2003), har sålt platina i Australien.

## Diskografi

### EP
| Skivsläpp      | Titel                  | Skivbolag                    | ARIA |
| -------------- | ---------------------- | ---------------------------- | ---- |
| 1996           | Searching for Heritage | Inget                        |      |
| 31 juli 2000   | JBT EP                 | Independent/MGM Distribution |      |
| 9 augusti 2004 | What You Want          | Jarrah Records               |      |

### Album
| Skivsläpp        | Albumtitel       | Skivbolag                    | ARIA | Billboard |
| ---------------- | ---------------- | ---------------------------- | ---- | --------- |
| 27 december 1998 | John Butler      | Independent/MGM Distribution |      |           |
| 18 april 2001    | Three            | Independent/MGM Distribution | 24   |           |
| 8 mars 2004      | Sunrise Over Sea | Jarrah Records               | 1    |           |
| 24 mars 2007     | Grand National   | Jarrah Records               | 1    | 110       |

### Livealbum
| Skivsläpp        | Albumtitel         | Skivbolag      | ARIA |
| ---------------- | ------------------ | -------------- | ---- |
| 10 februari 2003 | Living 2001-2002   | Jarrah Records |      |
| 5 december 2005  | Live at St. Gallen | Jarrah Records |      |

### Singlar
| År   | Titel                                                | Topplisteposition | Album                               |
| År   | Titel                                                | ARIA              | Album                               |
| ---- | ---------------------------------------------------- | ----------------- | ----------------------------------- |
| 2003 | "Zebra"                                              | 22                | Sunrise over Sea                    |
| 2004 | "What You Want"                                      | 29                | Sunrise over Sea                    |
| 2004 | "Somethings Gotta Give"                              | 47                | Sunrise over Sea                    |
| 2006 | "Funky Tonight"                                      | 15                | Grand National                      |
| 2007 | "Good Excuse"                                        |                   | Grand National (promo släpp endast) |
| 2007 | "Better Than"                                        | 16                | Grand National                      |
| 2007 | "Funky Tonight" (Live på 2007 ARIAs med Keith Urban) | 11                | (endast nedladdningsbar singel)     |

### DVD
| Skivsläpp       | Titel                     | Skivbolag                        | Topposition på ARIA |
| --------------- | ------------------------- | -------------------------------- | ------------------- |
| 5 december 2005 | Live at St. Gallen        | Jarrah Records                   |                     |
| 3 november 2007 | Live at Federation Square | ABC Music/Warner Music Australia |                     |